# Banon (Alpes-de-Haute-Provence)
Pour les articles homonymes, voir Banon.
Banon est une commune française, située dans le département des Alpes-de-Haute-Provence en région Provence-Alpes-Côte d'Azur.
Village perché aujourd’hui descendu dans la plaine, Banon possède une forte identité culturelle. Sa population connaît une forte baisse entre 1841 et 1962 due à l’exode rural, malgré les différentes cultures spéculatives (soie, truffes, lavande), mais a à nouveau dépassé la barre des mille habitants depuis le début des années 2000. Actuellement[Quand ?], l’agriculture joue encore un rôle important, avec des productions labellisées comme le fromage de banon et la lavande (plus précisément le lavandin, qui est différent de la lavande). L’activité économique est tirée par le tourisme, qui bénéficie d’une campagne déserte, d’un climat ensoleillé et de la proximité du Luberon et de la librairie le Bleuet, une des plus grandes de France (la plus grande en milieu rural).
Ses habitants sont appelés les Banonais.

## Géographie
Le village est adossé au plateau d'Albion, entre la montagne de Lure et le Ventoux à 25 kilomètres au nord-ouest de Forcalquier et à 760 m d’altitude, sur un site perché dominant la vallée du Coulon. Bien qu'implanté en hauteur, il est protégé du vent du nord par un versant de montagne.
Les communes limitrophes de Banon sont La Rochegiron, Saumane, Lardiers, L'Hospitalet, Ongles, Revest-des-Brousses, Vachères, Simiane-la-Rotonde, Montsalier et Redortiers.

### Géologie
Le calcaire, datant du Crétacé, est la principale roche présente sur la commune ; dans le vallon de la Riaille, il s’agit de calcaire du Barrémien. Il est utilisé pour bâtir, et plus spécialement les chaînages, encadrements et bas de murs ; il est aussi utilisé pour les fontaines. Les dépressions orientées SSO-NNE et SSE-NNO sont elles formées de marnes et de sables gréseux du Crétacé supérieur. Les roches calcaires, poreuses, laissent l’eau s’infiltrer jusqu’à un substrat de marnes néocomiennes ; ces infiltrations creusent la roche, provoquant la formation de gouffres (ou avens), dont l’aven de Belette. Les eaux y circulent à une vitesse de 77 m/h.

### Relief
Sommets :

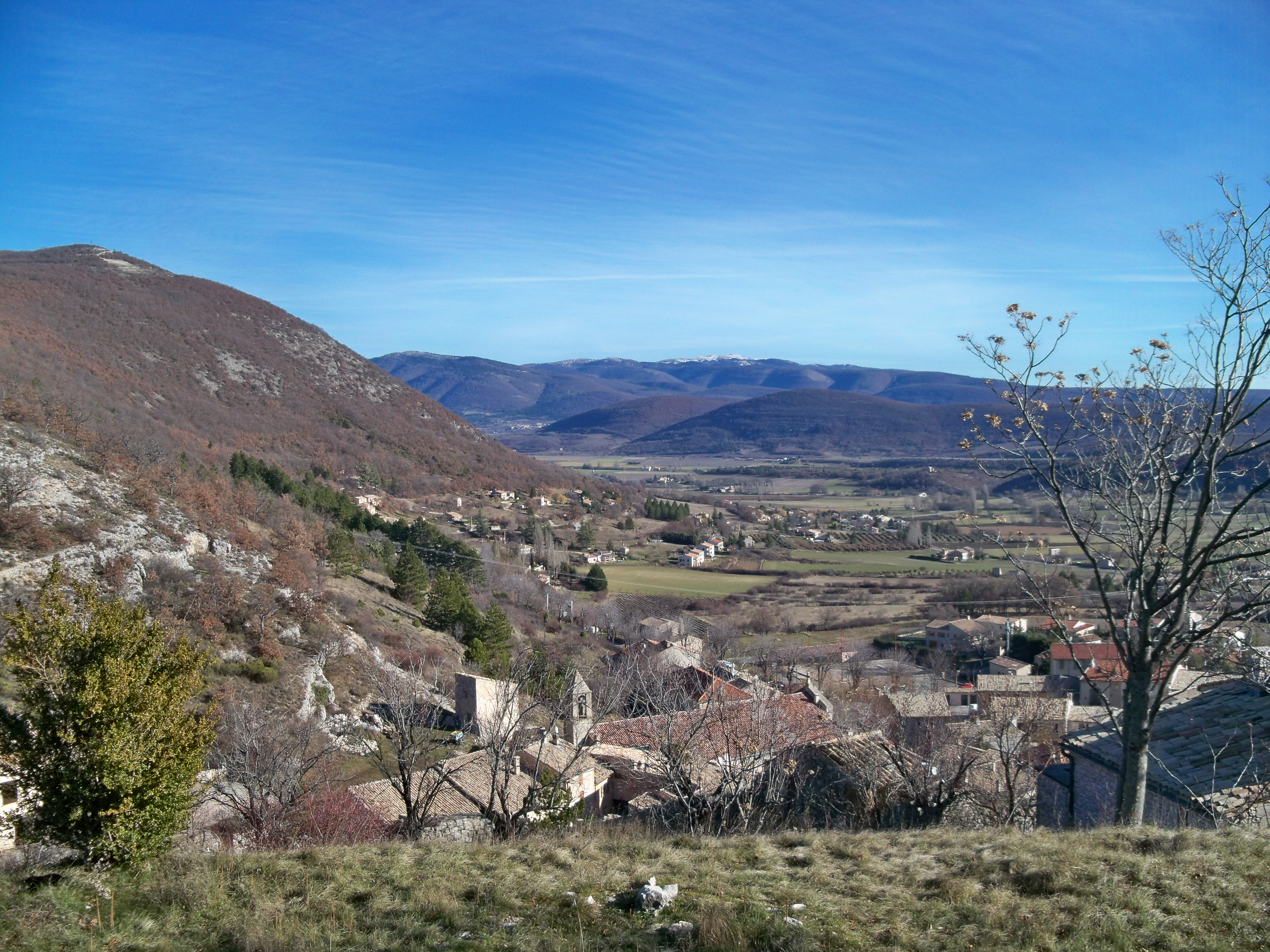
La vallée, vue du haut de Banon.

- Crou de Bane ou Grou de Banc (1 092 m) ;
- la crête de Gamby (883 m).

### Hydrographie
Les rivières du Largue, du Calavon, et de la Riaille traversent la commune.
Deux sources y naissent : celle du Touronnet et celle de Font-Crémant.

### Voies de communication et transports

#### Services autocars

##### Lignes régionales, réseauZou!
- 2 lignes Zou ! de PROXIMITÉ :

| Ligne | Tracé                                          |
| ----- | ---------------------------------------------- |
| 470   | Banon ↔ Saint-Michel-l'Observatoire ↔ Manosque |
| 926   | Apt ↔ Simiane-la-Rotonde ↔ Banon               |

### Environnement
La commune compte 2 271 ha de bois et forêts.

### Climat
Pour des articles plus généraux, voir Climat de Provence-Alpes-Côte d'Azur et Climat des Alpes-de-Haute-Provence.
En 2010, le climat de la commune est de type climat des marges montargnardes, selon une étude du Centre national de la recherche scientifique s'appuyant sur une série de données couvrant la période 1971-2000. En 2020, Météo-France publie une typologie des climats de la France métropolitaine dans laquelle la commune est exposée à un climat de montagne ou de marges de montagne et est dans la région climatique Provence, Languedoc-Roussillon, caractérisée par une pluviométrie faible en été, un très bon ensoleillement (2 600 h/an), un été chaud (21,5 °C), un air très sec en été, sec en toutes saisons, des vents forts (fréquence de 40 à 50 % de vents > 5 m/s) et peu de brouillards.
Pour la période 1971-2000, la température annuelle moyenne est de 11 °C, avec une amplitude thermique annuelle de 16,9 °C. Le cumul annuel moyen de précipitations est de 920 mm, avec 6,7 jours de précipitations en janvier et 3,8 jours en juillet. Pour la période 1991-2020, la température moyenne annuelle observée sur la station météorologique de Météo-France la plus proche, « Saint-Christol », sur la commune de Saint-Christol à 11 km à vol d'oiseau, est de 10,0 °C et le cumul annuel moyen de précipitations est de 1 015,3 mm. 
La température maximale relevée sur cette station est de 39,3 °C, atteinte le 28 juin 2019 ; la température minimale est de −20,1 °C, atteinte le 19 février 1983,,.
Les paramètres climatiques de la commune ont été estimés pour le milieu du siècle (2041-2070) selon différents scénarios d'émission de gaz à effet de serre à partir des nouvelles projections climatiques de référence DRIAS-2020. Ils sont consultables sur un site dédié publié par Météo-France en novembre 2022.

### Risques naturels et technologiques
Aucune des 200 communes du département n'est en zone de risque sismique nul. Le canton de Banon est en zone 1a (risque très faible mais non négligeable) selon la classification déterministe de 1991, basée sur les séismes historiques, et en zone 3 (risque modéré) selon la classification probabiliste EC8 de 2011. La commune de Banon est également exposée à trois autres risques naturels :
- feu de forêt,
- inondation,
- mouvement de terrain.

La commune de Banon n’est exposée à aucun des risques d’origine technologique recensés par la préfecture.
Aucun plan de prévention des risques naturels prévisibles (PPR) n’existe pour la commune et le Dicrim n’existe pas non plus.

### Transports
Plusieurs lignes de bus relient Banon aux communes de la région. Les communes desservies sont Apt, Forcalquier, Digne-les-Bains, Avignon, Manosque. Un réseau de bus est également mis en place les jours de marché (le mardi), vers les communes limitrophes.
L'aéroport et la gare TGV les plus proches se trouvent à Avignon.
Banon est desservie par la RD 950, route reliant Saint-Trinit, dans le Vaucluse, à Forcalquier.

### Lieux-dits et hameaux
- Granges-de-Dauban
- le Largue.

## Urbanisme

### Typologie
Au 1er janvier 2024, Banon est catégorisée commune rurale à habitat dispersé, selon la nouvelle grille communale de densité à 7 niveaux définie par l'Insee en 2022.
Elle est située hors unité urbaine et hors attraction des villes,.

### Occupation des sols
L'occupation des sols de la commune, telle qu'elle ressort de la base de données européenne d’occupation biophysique des sols Corine Land Cover (CLC), est marquée par l'importance des forêts et milieux semi-naturels (69,8 % en 2018), en augmentation par rapport à 1990 (67,8 %). La répartition détaillée en 2018 est la suivante : 
forêts (60,9 %), zones agricoles hétérogènes (15,1 %), terres arables (12,8 %), milieux à végétation arbustive et/ou herbacée (8,9 %), zones urbanisées (2,3 %).
L'évolution de l’occupation des sols de la commune et de ses infrastructures peut être observée sur les différentes représentations cartographiques du territoire : la carte de Cassini (XVIIIe siècle), la carte d'état-major (1820-1866) et les cartes ou photos aériennes de l'IGN pour la période actuelle (1950 à aujourd'hui).

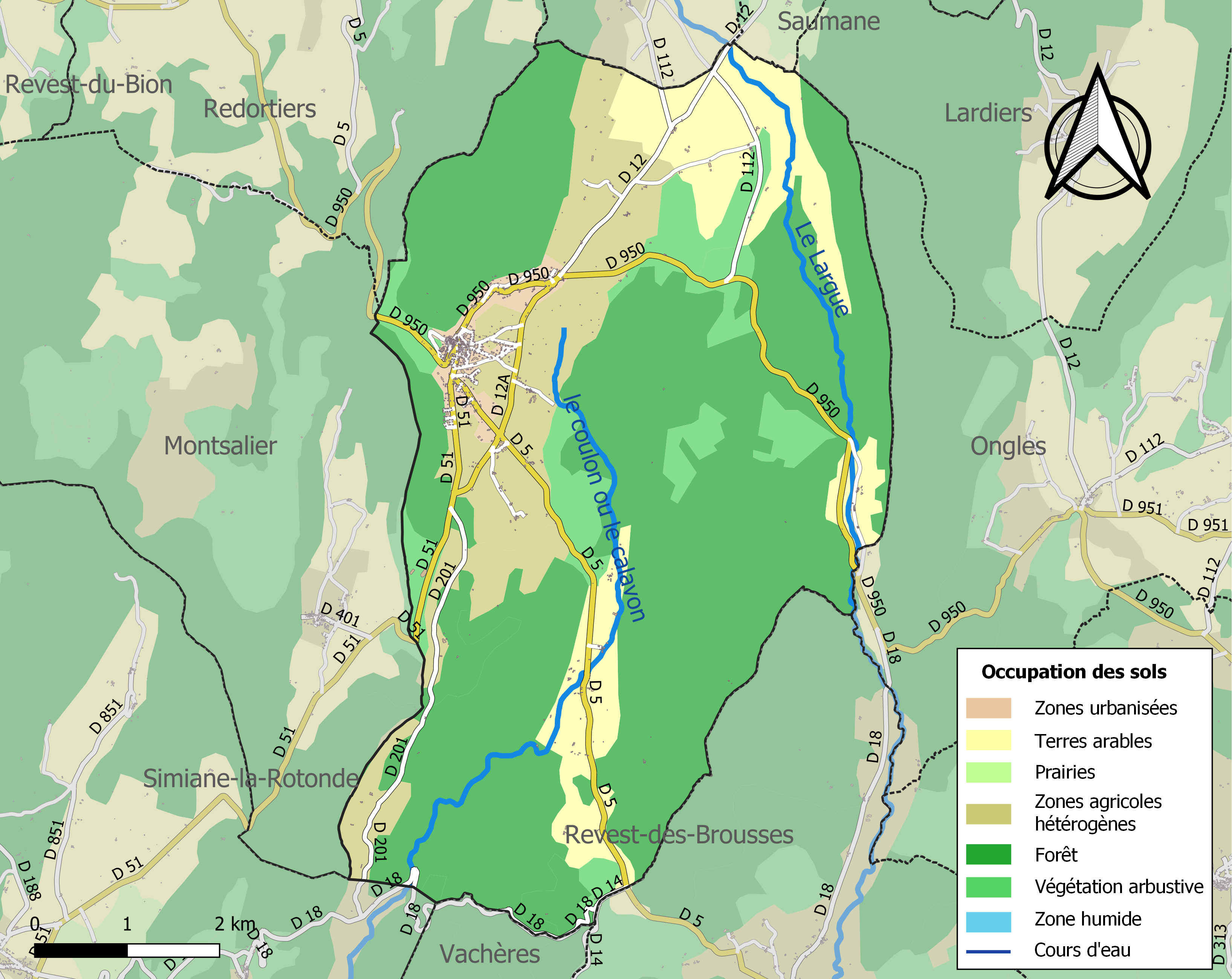
Carte de l'occupation des sols de la commune en 2018 (CLC).

## Toponymie
La localité apparaît pour la première fois dans les textes au XIe siècle (castrum Banonni).
Selon Charles Rostaing, le nom est formé sur la racine oronymique (désignant une hauteur) * BAN et signifiant corne, pointe. Selon cet auteur, ce toponyme est antérieur aux Gaulois,. Il est suivi par le couple Fénié et Claude Martel, pour qui cette explication s’applique aussi au Grou de Bane. Selon Ernest Nègre, Banon vient d’un nom propre germanique, Bano.
Banon, en vivaro-alpin et en provençal se dit et s'écrit Banon dans la norme classique et Banoun dans la norme mistralienne.
Trois éléments principaux expliquent la toponymie de la commune : le relief, entre plateau d’Albion et montagne de Lure, sa situation dans l’aire linguistique occitane et, bien sur, l’aménagement humain du territoire. Le relief est donc très présent : le Pié d’Enroux est formé sur une évolution locale du latin podium, hauteur. Le pey de Peymian a la même origine, le nom de cette colline signifiant la montagne du milieu. Le nom du Puy de Salve est formé sur l’évolution la plus courante en France de podium, et on trouve aussi la Crête de Gamby. La Coueste Chaude (à l’ouest du village) est le versant d’une montagne, dérivé occitan du français côte ; d’autres toponymes sont formés à partir des termes adret (versant ensoleillé d’une montagne) et ubac (versant ombragé) : on a ainsi l’Adret et l’Ubac du Grou de Ban, et le hameau de l’Adrech au pied du Grou ; la ferme de l’Ubac au pied du Pié d’Enroux ; la Combe de Vaux est un doublet pléonastique pour désigner une vallée.
Le travail de l’érosion hydraulique sur les roches calcaires a créé des avens, dont au moins un reçoit un nom spécifique, l’Aven de Goutin. Amplifiée par la déforestation, la même érosion arrache des quantités importantes de pierres aux versants des montagnes, et les dépose sur les plaines, recouvrant parfois les terres cultivables : c’est l’origine du nom des Gravières, au sud du village.
Les zones en hauteur relativement planes et cultivables sont appelées plaines, même si elles sont sur une montagne : ce toponyme est utilisé aux Plaines (en limite nord de la commune) et pour le hameau des Plaines en limite sud, en ruines (avec au-dessus de ces Plaines, le toponyme le Nord des Plaines). Le Plan, quant à lui, est une petite plaine.
L’eau est présente aussi dans la toponymie : on a ainsi la source dite Font des Petits, et une zone marécageuse, la Palud. Un vallon porte le nom d’Aiguebelle (« belle eau »), la référence à l’eau est plutôt rare dans la toponymie de cette région sèche.
Le terme grange désigne dans la région une ferme isolée : ce toponyme est présent à la Grange (en limite nord de la commune), encore une fois à la Grange (aux abords du village) et pour les Granges de Dauban. La colline qui surplombe le village est appelée le Défens : il s’agit d’une zone, possédée par le seigneur ou la communauté, où les troupeaux étaient interdits. Le Clos de Gardon est une zone cultivable, dont le produit de l’épierrement a servi à clore les champs et les prés d’un mur de pierre sèche. Les Chastellas indique une fortification d’altitude (ce qui est confirmé par les fouilles, voir plus bas), et la Tuilerie un atelier de production de tuiles postérieur au XVIIIe siècle (auparavant on utilisait le terme tuilière).

## Histoire

### Préhistoire et Antiquité
La commune est fréquentée à l’époque préhistorique : les découvertes du Paléolithique sont assez nombreuses.
Deux oppidum se trouvent aux Mures et au Chastellard. À Font-Crémat, une villa gallo-romaine et une nécropole ont été découvertes. Un trésor de 700 deniers allant de Néron à Géta a été découvert dans un vase, en 1909, en dehors de nombreuses découvertes isolées. Pendant de la Pax Romana, des ateliers de transformation du fer s’implantent sur le territoire de la commune. Pendant tout cette période, le territoire de Banon fait partie de celui des Sogiontiques (Sogiontii), dont le territoire s’étend du sud des Baronnies à la Durance. Les Sogiontiques sont fédérés aux Voconces, et après la Conquête, ils sont rattachés avec eux à la province romaine de Narbonnaise. Au IIe siècle, ils sont détachés des Voconces et forment une civitas distincte, avec pour capitale Segustero (Sisteron).
La romanisation se lit dans des sites tels que les villas de Fouent-Créma : plusieurs villas et ateliers, ou un hameau gallo-romain étaient installés dans la plaine au nord-est de Banon, aux Ier et IIe siècles de notre ère. À l'époque de la crise de l'Empire romain au IIIe siècle, l'ensemble est incendié (vers 240-275). Les habitants ne désertent pas la commune, puisque le site est occupé à nouveau au IVe, avant un abandon à la fin du siècle, en même temps que le Chastelard de Lardiers, tout proche. La zone a ensuite servi de nécropole, la localisation de l'habitat pour cette période n'étant pas déterminée, en plaine à proximité immédiate ou sur une hauteur.
Alors que le Sud-Est de la Gaule était une terre burgonde, le roi des Ostrogoths Théodoric le Grand fait la conquête de la région entre la Durance, le Rhône et l’Isère en 510. La commune dépend donc brièvement à nouveau de l’Italie, jusqu’en 526. En effet, pour se réconcilier avec le roi burgonde Gondemar III, la régente ostrogothe Amalasonthe lui rend ce territoire.

### Moyen Âge
Alors que le Chastelard est abandonné, il reste un repère visuel (dans le paysage) et symbolique (dans les mentalités) important : la frontière avec la communauté voisine de Lardiers est fixée sur le versant de l'oppidum, selon un processus qui semble courant.
Le village est fortifié au XIe siècle (c’est le castrum banonum des chartes de l’époque). Au Moyen Âge, l’église Notre-Dame dépendait de l’abbaye de Cruis, qui percevait les revenus attachés à cette église et ceux de la chapelle Saint-Hilaire (disparue) revenaient à l’abbaye de Sénanque.
Le fief des Simiane puis des Tournon-Simiane (du XIIe siècle à la révolution de 1789) est dévasté par Raymond de Turenne (1391). La communauté de Banon relevait de la viguerie de Forcalquier.

### Temps modernes
Une foire se tient à Banon au XVIIIe siècle.
Un moulin à vent existait à Banon (probablement postérieur au XVIIe siècle) (ses ruines se trouvent près du Clos de Gardon).

### Révolution française
Durant la Révolution, la commune compte une société patriotique, créée après la fin de 1792. Le château médiéval est rasé à la Révolution.

### Époque contemporaine
Le coup d'État du 2 décembre 1851 commis par Louis-Napoléon Bonaparte contre la Deuxième République provoque un soulèvement armé dans les Basses-Alpes, en défense de la Constitution. Après l’échec de l’insurrection, une sévère répression poursuit ceux qui se sont levés pour défendre la République : 17 habitants de Banon sont traduits devant la commission mixte, la majorité étant condamnés à la déportation en Algérie.
Comme de nombreuses communes du département, Banon se dote d’écoles bien avant les lois Ferry. L’habitat dispersé la conduit à doubler l’équipement, avec en 1863, deux écoles, installées au chef-lieu et au village du Largue, aux deux extrémités est et ouest de la commune. Ces écoles dispensent une instruction primaire aux garçons et aux filles : la loi Falloux (1851) impose l’ouverture d’une école de filles aux communes de plus de 800 habitants. La commune profite des subventions de la deuxième loi Duruy (1877) pour reconstruire l’école du village du Largue, et pour en construire une nouvelle aux Granges de Dauban.
Le village commence à se déplacer au courant du XIXe siècle : les habitants commencent à abandonner l’habitat serré des hauteurs pour construire leurs maisons à proximité du carrefour des routes de Sisteron, Apt, Manosque et Forcalquier, vers 1840-1880. Cette nouvelle agglomération est appelée la Bourgade. L’ancien village n’est pas abandonné immédiatement, puisque l’église y est agrandie, l’hôpital est construit sur les hauteurs. Mais en 1887, le collège est construit dans le nouveau village, sur la place du Marché. En 1905, c’est la fontaine à jet d’eau de la source des Brieux, alimentée par un aqueduc souterrain de 3 km, qui est construite dans le nouveau village. Par la suite, toutes les nouvelles constructions, privées ou collectives, se font dans le village du bas (église en 1911, hôpital en 1930), et dans les années 1950, on commence à convertir les vergers en zone pavillonnaire.
Au XXe siècle, la culture de la lavande s’implante et une distillerie est créée.
Au cours de la seconde guerre mondiale, des résistants banonais ont participé au maquis du Contadour en aidant les réfractaires au STO qui s’y cachaient.  Dans la nuit du samedi 4 au dimanche 5 décembre 1943, vers 23 heures, les militaires et les policiers allemands arrêtent Pierre Martel, 55 ans, et son fils Louis, 18 ans, l’un et l’autre mécanicien, Henri Martin, 32 ans, exploitant forestier, Robert Icard, 34 ans, cordonnier, Jean André, 30 ans, médecin, marié, un enfant. L’opération se poursuit à Redortiers, où le maire, Justin Hugou, 42 ans, cultivateur, Maurice Meffre, 20 ans, cultivateur et  Louis Joseph, l’instituteur sont à leur tour arrêtés. Le médecin André est accusé par les autorités allemandes de soigner les réfractaires, les autres de les ravitailler, les héberger ou les transporter.
Henri Martin est libéré de la prison des Baumettes fin décembre 1943, le docteur André le 6 février 1944.
Pierre et Louis Martel, Robert Icard, Justin Hugou, Louis Joseph et Maurice Meffre sont déportés de Compiègne en Allemagne par le convoi du 6 avril 1944 : Louis Martel et Robert Icard à Melk puis Ebensse, d’où ils sont libérés le 6 mai 1945, Louis Joseph à Melk puis Mauthausen, d’où il est libéré le 5 mai 1945. Quant à Pierre Martel et Justin Hugou, ils meurent en déportation.
À la fin de la Seconde Guerre mondiale, la gendarmerie est déménagée à Forcalquier.
La commune a été décorée, le 11 novembre 1948, de la Croix de guerre 1939-1945.

## Politique et administration

### Liste des maires
| Période                                  | Période      | Identité                   | Étiquette | Qualité                                                   |
| ---------------------------------------- | ------------ | -------------------------- | --------- | --------------------------------------------------------- |
| Les données manquantes sont à compléter. |              |                            |           |                                                           |
| 1888                                     | 1897         | Victor Gaston de Courtois  |           | Docteur en médecine                                       |
| 1919                                     | 1942         | Pierre Antoine de Courtois |           | Avocat, sénateur des Basses-Alpes (1930-1945)             |
| mars 1983                                | mars 2001    | Jacques Blanc              |           |                                                           |
| mars 2001                                | mars 2008    | Claude Barthe              |           |                                                           |
| mars 2008                                | mars 2014    | Cyrille Prache             | ,DVD      |                                                           |
| mars 2014                                | juillet 2020 | Philippe Wagner            | UDI       | Professeur des écoles                                     |
| juillet 2020                             | En cours     | Michèle Moutte             | DVG       | Ancienne employée, conseillère départementale depuis 2021 |

### Intercommunalité
Banon fait partie :
- de 2002 à 2017, de la communauté de communes du Pays de Banon ;
- depuis le 1er janvier 2017, de la communauté de communes Haute-Provence Pays de Banon.

### Budget et fiscalité
| Taxe                                        | Part communale | Part intercommunale | Part départementale | Part régionale |
| ------------------------------------------- | -------------- | ------------------- | ------------------- | -------------- |
| Taxe d'habitation                           | 7,80 %         | 0,55 %              | 5,53 %              | 0,00 %         |
| Taxe foncière sur les propriétés bâties     | 16,00 %        | 1,32 %              | 14,49 %             | 2,36 %         |
| Taxe foncière sur les propriétés non bâties | 44,50 %        | 4,18 %              | 47,16 %             | 8,85 %         |
| Taxe professionnelle                        | 9,40 %         | 0,94 %              | 10,80 %             | 3,84 %         |

La part régionale de la taxe d'habitation n'est pas applicable.
La taxe professionnelle est remplacée en 2010 par la cotisation foncière des entreprises portant sur la valeur locative des biens immobiliers et par la contribution sur la valeur ajoutée des entreprises (les deux formant la contribution économique territoriale qui est un impôt local instauré par la loi de finances pour 2010).

## Population et société

### Démographie
L'évolution du nombre d'habitants est connue à travers les recensements de la population effectués dans la commune depuis 1765. Pour les communes de moins de 10 000 habitants, une enquête de recensement portant sur toute la population est réalisée tous les cinq ans, les populations de référence des années intermédiaires étant quant à elles estimées par interpolation ou extrapolation. Pour la commune, le premier recensement exhaustif entrant dans le cadre du nouveau dispositif a été réalisé en 2005.

En 2022, la commune comptait 1 070 habitants, en évolution de +10,31 % par rapport à 2016 (Alpes-de-Haute-Provence : +2,84 %, France hors Mayotte : +2,11 %).
| 1765 | 1793  | 1800 | 1806  | 1821  | 1831  | 1836  | 1841  | 1846  |
| ---- | ----- | ---- | ----- | ----- | ----- | ----- | ----- | ----- |
| 848  | 1 004 | 945  | 1 163 | 1 272 | 1 337 | 1 316 | 1 373 | 1 352 |

| 1851  | 1856  | 1861  | 1866  | 1872  | 1876  | 1881  | 1886  | 1891  |
| ----- | ----- | ----- | ----- | ----- | ----- | ----- | ----- | ----- |
| 1 307 | 1 266 | 1 260 | 1 172 | 1 163 | 1 234 | 1 206 | 1 159 | 1 083 |

| 1896  | 1901  | 1906  | 1911  | 1921 | 1926 | 1931 | 1936 | 1946 |
| ----- | ----- | ----- | ----- | ---- | ---- | ---- | ---- | ---- |
| 1 039 | 1 019 | 1 017 | 1 005 | 879  | 783  | 746  | 735  | 737  |

| 1954 | 1962 | 1968 | 1975 | 1982 | 1990 | 1999 | 2005  | 2006  |
| ---- | ---- | ---- | ---- | ---- | ---- | ---- | ----- | ----- |
| 676  | 664  | 767  | 850  | 973  | 940  | 878  | 1 027 | 1 058 |

| 2010  | 2015 | 2020  | 2022  | - | - | - | - | - |
| ----- | ---- | ----- | ----- | - | - | - | - | - |
| 1 070 | 966  | 1 057 | 1 070 | - | - | - | - | - |

| 1471    |
| ------- |
| 46 feux |

L’histoire démographique de Banon, après la saignée des XIVe et XVe siècles et le long mouvement de croissance jusqu’au début du XIXe siècle, est marquée par une période d’« étale » où la population reste relativement stable à un niveau élevé. Cette période dure de 1831 à 1851. L’exode rural provoque ensuite un mouvement de recul démographique de longue durée. En 1954, après plus d’un siècle de baisse, la commune a perdu plus de la moitié de sa population par rapport au maximum historique de 1841. Le mouvement s’inverse cependant dès les années 1960, avec une croissance de 50 % en un demi-siècle.

### Enseignement
La commune est dotée de deux établissements d’enseignement :
- une école primaire[68] ;
- le collège du Pays de Banon[69].

### Sports
Plusieurs clubs sportifs sont présents sur la commune, dans les domaines variés comme la boxe, le badminton, le handball, le judo, le parapente ou les activités de randonnées, pédestres ou équestres.

### Santé
Plusieurs praticiens de santé sont présents à Banon : 3 kinésithérapeutes, 4 médecins, 2 ostéopathes et une pharmacie.
Banon dispose d'un hôpital rural de 68 lits, construit entre 1984 et 1985. Cet hôpital dispose aujourd’hui d'un service de soins de suite et de réadaptation indifférencié de 20 lits, d'un EHPAD de 48 lits et d'un service de soins infirmiers à domicile (SSIAD) de 25 places. Cet édifice se dresse sur l'emplacement d'un ancien hospice construit par des donateurs appartenant à de vieilles familles locales. Il est servi par une soixantaine de soignants ou agents administratifs et est le premier employeur de la commune.

## Équipements et services
La commune dispose de plusieurs services publics, dont :
- une permanence de la CPAM ;
- un centre communal d'action sociale ;
- une trésorerie ;
- un centre de loisirs ;
- une gendarmerie ;
- un centre de secours incendie.

### Cultes
La commune fait partie du secteur paroissial Montagne de Lure, et le culte catholique est célébré alternativement dans chacune des églises du secteur.

## Économie

### Aperçu général
En 2009, la population active s'élevait à 435 personnes, dont 68 chômeurs (50 fin 2011). Ces travailleurs sont majoritairement salariés (75 %) et travaillent majoritairement dans la commune (62 %). L’agriculture est encore très présente avec 32 établissements actifs en 2010. L'industrie et la construction ont recours à 19 % des actifs. Les services et l'administration emploient un peu plus de 80 %.
Au 1er janvier 2011, les établissements actifs dans la commune relèvent principalement du secteur tertiaire soit 231 des 287 établissements.

### Agriculture
Fin 2010, le secteur primaire (agriculture, sylviculture, pêche) comptait 32 établissements au sens de l’Insee, et 16 exploitations, selon l’enquête Agreste du ministère de l’Agriculture. Ce nombre est en forte baisse dans les années 2000, passant de 27 à 16 en 10 ans. De 1988 à 2000, la surface agricole utile (SAU) a fortement décru, passant de 2 043 ha à 1 207 ha, dont 1006 hectares de grandes cultures. Cette surface a doublé au cours des années 2000. Par contre, les établissements pratiquant la polyculture ont disparu, l’élevage ovin et les cultures permanentes (arboricultures diverses (fruits, truffes), lavandin) représentant le reste des cultures.
La vigne, composante de la triade méditerranéenne est présente anciennement à Banon. Au XIXe siècle, plusieurs dizaines d’hectare de vigne produisent un vin destiné à l’autoconsommation et à la vente sur les marchés locaux, une petite quantité étant commercialisée sur le marché régional. Actuellement[Quand ?], les surfaces exploitées sont symboliques.

### Industrie
Fin 2010, le secteur secondaire (industrie et construction) comptait 31 établissements, employant 55 salariés.
Banon est devenu célèbre par ses petits fromages de chèvre enveloppés dans une feuille de châtaignier sèche et attachés d'une ficelle de rafia. La fromagerie de Banon emploie 38 salariés. 68 tonnes de fromages y sont produits chaque année (pour un poids à l'unité d'environ 100 g), soit la plus petite production pour un AOC en France. En 2015, le Banon est le seul fromage appellation d'origine contrôlée et protégée de la région Provence-Alpes-Côte d'Azur.
Les mines de phosphates ont fermé, mais la carrière exploitée par Carrières de Haute-Provence transforme toujours le calcaire local en granulats.
En 2018 la confiserie Leblanc, après avoir été rachetée par Olivier Baussan, s'installe à Banon dans l'ancien entrepôt de la librairie Le Bleuet.

### Activités de service
Fin 2010, le secteur tertiaire (commerces, service) comptait 75 établissements (avec 75 emplois salariés), auxquels s'ajoutent les 35 établissements du secteur administratif, sanitaire et social et de l’enseignement (salariant 156 personnes).
Le village se distingue par l'une des plus grandes librairies indépendantes de France, Le Bleuet, qui propose plus de 100 000 titres en rayon.
D'après l'Observatoire départemental du tourisme, la fonction touristique est importante pour la commune, avec entre 1 et 5 touristes accueillis pour un habitant, l'essentiel de la capacité d'hébergement étant non marchande . La proximité du parc naturel régional du Luberon dynamise ce secteur d'activité sur la commune. Dépourvue d’hôtel ,, la commune est néanmoins dotée de plusieurs structures d'hébergement à finalité touristique :
- un camping à la ferme[86]  et un camping classé trois étoiles[87]  disposant de 94 emplacements[85] ;
- de nombreux meublés[88] ,[89] .

Les résidences secondaires apportent une capacité d'accueil non négligeable (148 résidences secondaires).

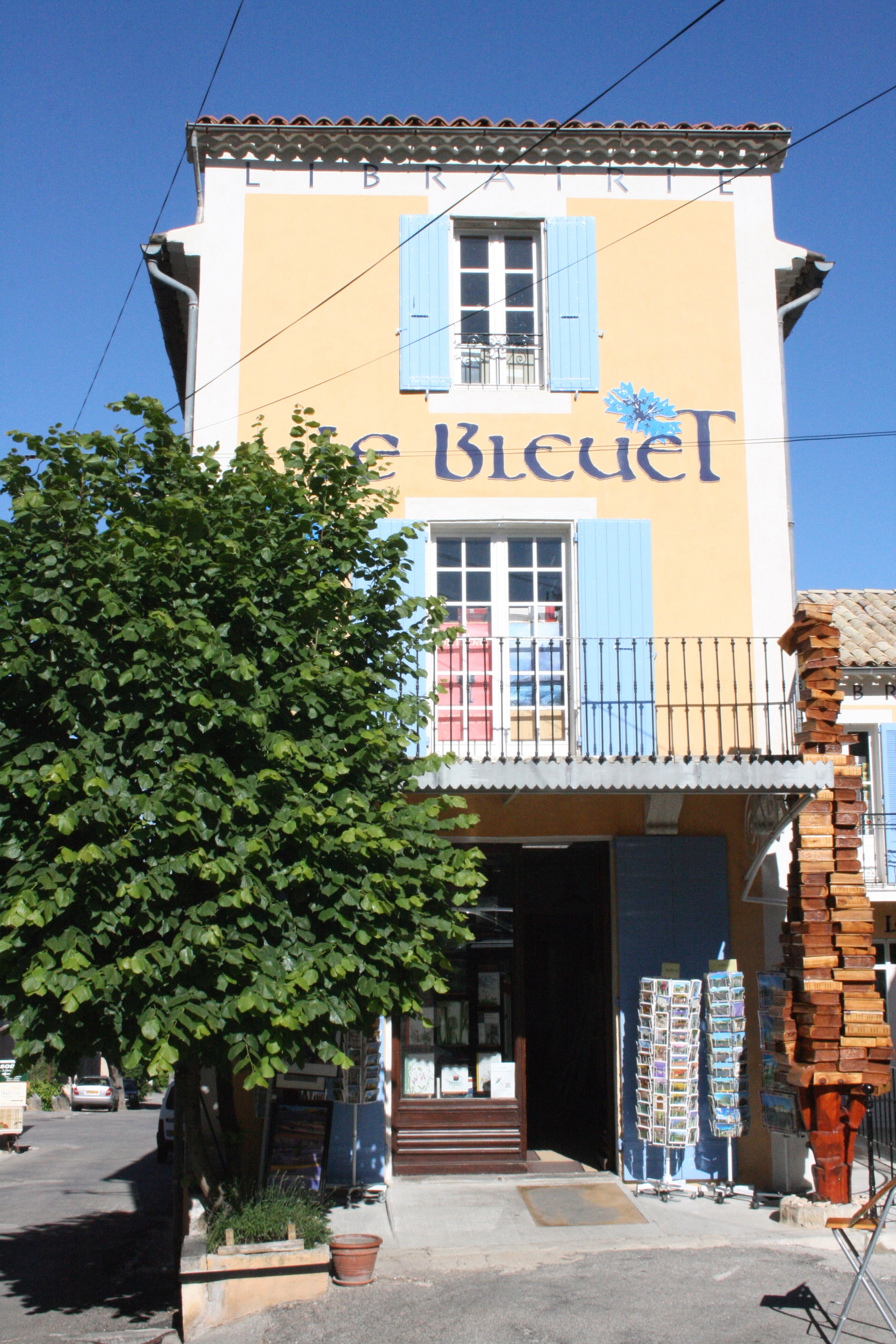
Librairie Le Bleuet à Banon.

Une grande variété de commerces est présente sur la commune :
- un bureau d'assurances,
- une agence immobilière,
- plusieurs garages et commerces automobiles (secteur qui emploie 39 salariés[74]),
- 2 banques,
- divers restaurants, bars et cafés,
- divers commerces d'alimentations,
- plusieurs librairies et points presse, dont Le Bleuet, la plus grande librairie française indépendante en milieu rural,
- une bijouterie,
- un fleuriste.

## Lieux et monuments

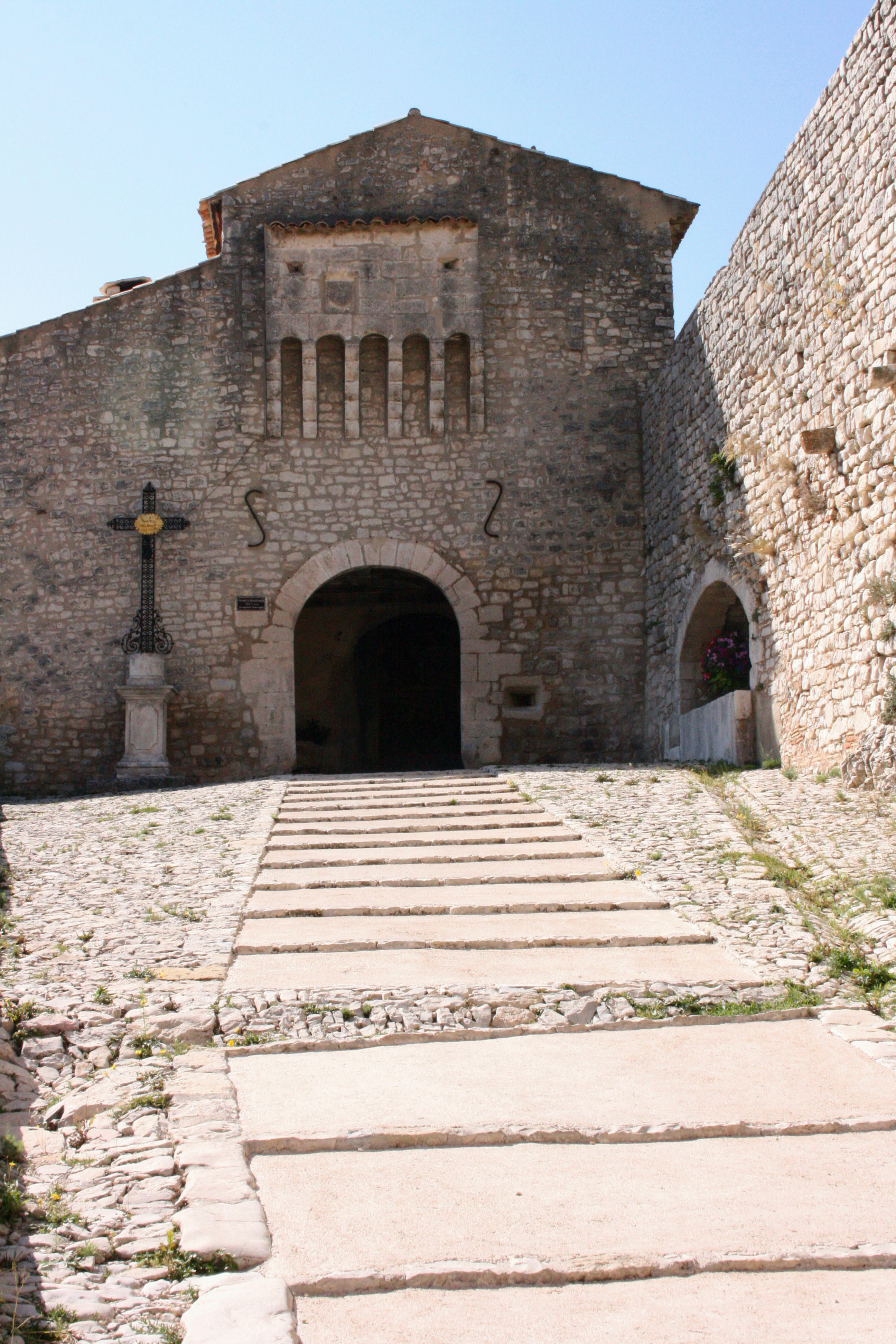
Porte du XIVe siècle et calade.

L’enceinte fortifiée du XVe siècle subsiste en partie, avec notamment la porte du XIVe siècle défendue par une bretèche, (construite en 1600 selon la DRAC et inscrite comme monument historique). Quelques vestiges des fondations et des tronçons de tours subsistent également.
Dans le vieux village, l’ancien hôtel-Dieu, d’architecture archaïque et datant de 1850, a été restauré et les ruelles à arcades sont bordées de maisons du XVIe siècle, dont quelques-unes comportent des éléments d’architecture bois. Certaines ont des devantures anciennes en pierre, de style médiéval mais datant des XVIIe et XVIIIe siècles. Dans le haut du village, une maison sous laquelle la rue passe possède une grande cheminée dont le manteau est ornée d'une gypserie datant du début du XVIIe siècle, ornée notamment d’une frise à deux lions allongés. À l’écart du village, gouffre du Caladaire.
L’un des deux pigeonniers qui subsistent à la particularité d’être collectif. Les tours de deux anciens moulins à vent sont conservées, au Vieux Montsalier et à la ferme Notre-Dame. Une des rares cheminées d’usine (d’une briqueterie) du département est située à Banon.
L’habitat dispersé explique la présence de nombreuses chapelles, et de deux paroisses au XIXe siècle. Banon possède deux églises anciennement paroissiales : l’église Saint-Marc est située au sommet du bourg ; elle est de style roman et date de 1652. Elle abrite un ex-voto de 1864 représentant une femme couchée avec son époux priant la Vierge Marie. L’église Saint-Just-et-Notre-Dame-des-Anges, ou église basse, située en bas du bourg, fut construite de 1909 à 1911. La voûte s’est effondrée en 1950 et a été remplacée par un plafond. Elle est dotée d’un petit clocher-tour.
Les nombreuses chapelles sont la chapelle Notre-Dame-du-Bon-Secours des Granges-de-Dauban (1769) ; Saint-Marc, au Largue. Au moins quatre autres chapelles ont disparu.
La chapelle Notre-Dame-des-Anges, isolée sur le plateau, date en partie de la fin du XIIIe siècle,. Il est possible que sa fondation soit plus ancienne, étant implantée sur un lieu occupé à l’époque gallo-romaine. Elle était d’abord appelée Sainte-Marie-du-Largue. L’abside est en cul-de-four, avec un chevet plat ; le chœur est encadré par deux chapelles. La voûte de la nef a probablement été refaite au XIXe siècle au cours des nombreux travaux qu’elle subit sous le régime du Concordat. Deux chapelles latérales encadrent la travée de chœur. La porte est surmontée de voussures appuyées sur des colonnettes. Deux statues d’anges portant des phylactères l’encadrent. Le clocher-mur est surmonté d’une statue de la Vierge Marie.
- Église Notre-Dame-de-l'Assomption de Banon.
- Église Saint-Marc de Banon.

Chapelles de Banon
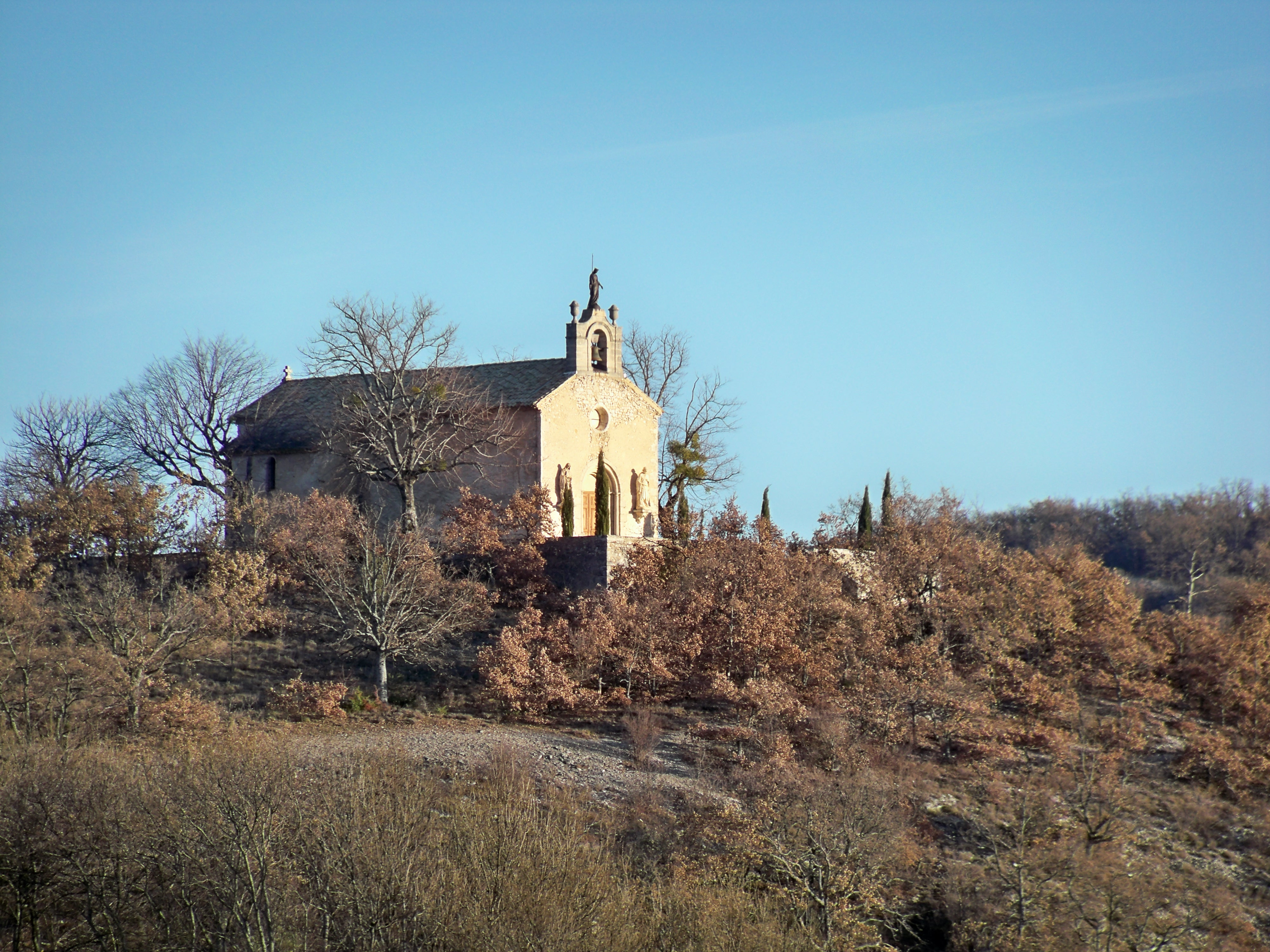
Chapelle Notre-Dame-des-Anges.
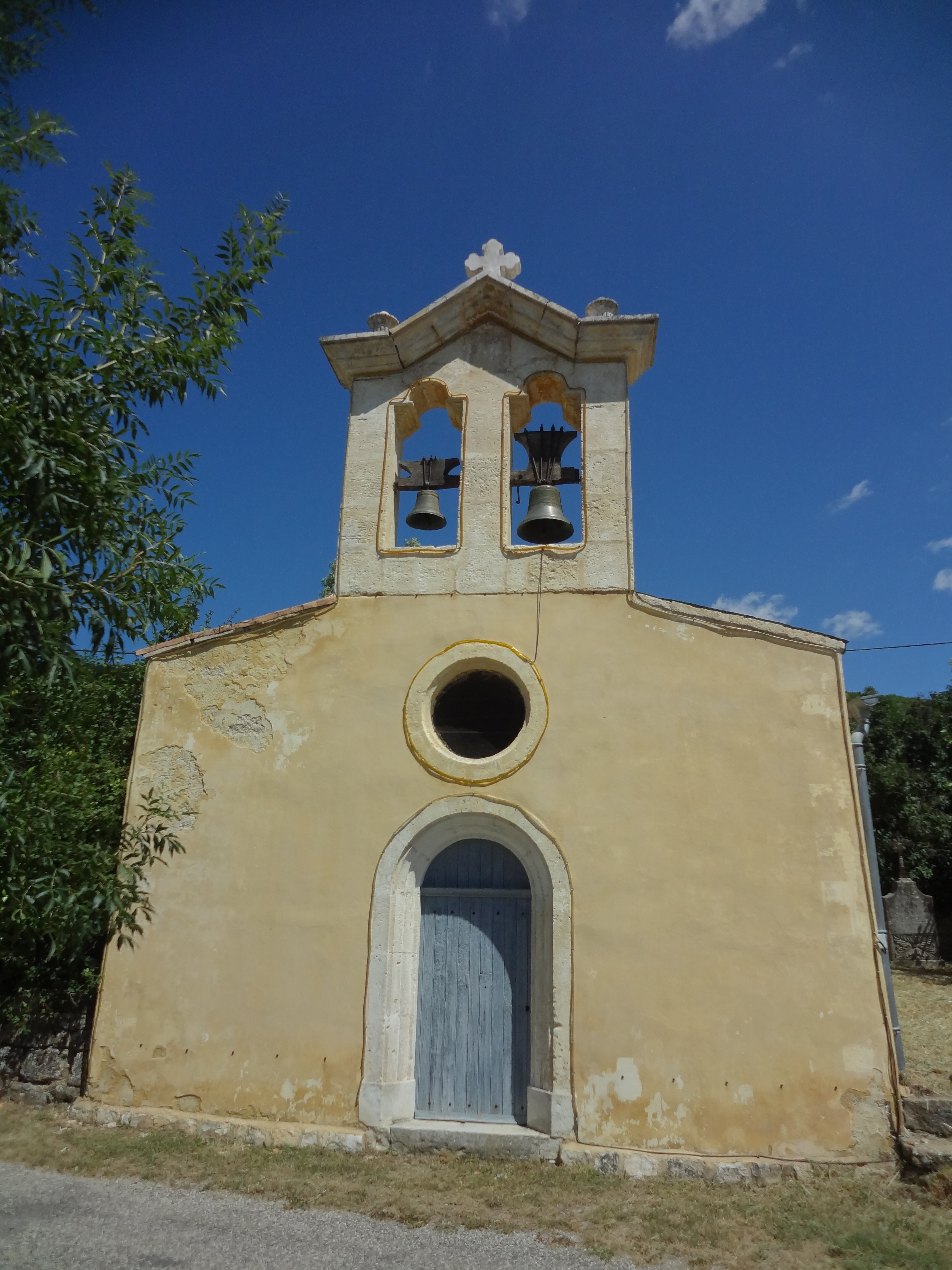
Chapelle Saint-Marc au hameau du Largue.

### Sites naturels
Avens :
- Aven du Calavon.
- Aven des Mûres.

### Personnalités liées à la commune
- Aimée Castain, bergère et peintre.
- Jean François Palhier de Sylvabelle (1748-1822), député au Conseil des Cinq-Cents.

### Héraldique
| Blason de Banon | Blason  | Coupé d'or et gueules, à deux croix de l'un en l'autre. |
| Blason de Banon | Détails | Le statut officiel du blason reste à déterminer.        |

### Banon et le cinéma
Banon est le village où se déroule l'histoire de L'Homme qui plantait des arbres de Jean Giono. L'adaptation en film d'animation de Frédéric Back (1987) remporta un l’Oscar du meilleur court-métrage en 1988.
Dans La Femme du Boulanger de Marcel Pagnol, on apprend que le boulanger interprété par Raimu dans le film de 1938 avait été boulanger à Banon où sa femme allait tous les matins à l'église de Banon.